# كريم راضي العماري
كريم راضي العماري شاعر شعبي عراقي، يُعد من كبار الشعراء الشعبيين في العراق جاء بعد جيل الحداثة المتمثل بالشاعرين مظفر النواب وشاكر السماوي في ستينيات القرن العشرين، ثم أصبح واحد من أعمدته في السبعينيات مع عريان السيد خلف وكاظم إسماعيل الكاطع. أصدر ثمانية مجاميع شعرية وكتب أكثر من خمسمائة أغنية لمطربين عرب وعراقيين وكتب للمسرح وللصحافة التي عمل بها أيضًا. رأس رابطة شعراء الأغنية في العراق ما بين عام 1980 وحتى عام 1990، ورأس أيضًا جمعية شعراء الشعب وكتاب الأغنية في العراق ما بين عامي 2002-2003. عمل في الإذاعة والتلفزيون وأشرف على إعداد وتقديم وفحص عشرات البرامج الشعرية. حائز في عام 2000 على جائزة الإبداع الثقافي العراقي. وهو عضو في كل من نقابة الصحفيين العراقيين واتحاد الصحفيين العرب.